# Croton procumbens
Croton procumbens är en törelväxtart som beskrevs av Nikolaus Joseph von Jacquin. Croton procumbens ingår i släktet Croton och familjen törelväxter. Inga underarter finns listade i Catalogue of Life.